# Crataegus aestivalis
El espino de mayo,  Crataegus aestivalis, es un arbusto o pequeño árbol del sudeste de EE. UU. que crece en baja altura, en áreas húmedas.  Los frutos se conocen como "mayhaws" y son cosechados para hacer mermeladas, un "delicatessen" tesoro de algunos afortunados.  Dicho dulce es rosado con un sabor delicado.  A veces se comercializa en comercios del sur estadounidense.

## Taxonomía
Amelanchier alnifolia fue descrita por (Walter) Torr. & Gray y publicado en A Flora of North America: containing . . . 1(3): 468, en el año 1840.
Variedades;
- Crataegus aestivalis var. cerasoides (Sarg.) Sarg.
- Crataegus aestivalis var. dormonae Ashe
- Crataegus aestivalis var. lucida Elliott
- Crataegus aestivalis forma luculenta (Sarg.) Sarg.
- Crataegus aestivalis var. maloides (Sarg.) Sarg.[3]

Sinonimia
- Anthomeles aestivalis (Walter) M.Roem.
- Crataegus elliptica Elliott
- Crataegus lucida Elliott
- Crataegus luculenta Sarg.
- Crataegus maloides Sarg.
- Mespilus aestivalis Walter[3][4]